# Гуго XIII де Лузиньян
Гуго XIII де Лузиньян (фр. Hugues XIII de Lusignan; 25 июня 1259 — 1 ноября 1303, Ангулем), по прозвищу le Brun — сир де Лузиньян, граф де Ла Марш и д’Ангулем.
Сын Гуго XII де Лузиньяна, графа де Ла Марш и д'Ангулем, и Жанны де Фужер. Наследовал отцу в 1270, первые несколько лет находился под опекой матери. 
В 1285 участвовал в Арагонском крестовом походе. Отличился при осаде Жироны, где командовал вместе с коннетаблем Раулем де Нелем и Жаном д'Аркуром, будущим маршалом Франции.
В 1286 подтвердил хартию вольностей, данную его отцом жителям Аэна, и добавил к ней разрешение вступать в брак без согласия сеньора. Создал шателении в городах Дора, Гере, Аэн и Обюссон. 
1 апреля 1276 женился в Париже на Беатрисе Бургундской (ум. 1328/1329), дочери герцога Гуго IV Бургундского. Так как брак был бездетным, в 1283 завещал свои владения брату Ги де Лузиньяну. Поскольку тот, не дожидаясь смерти Гуго, начал против него военные действия, в 1297 граф изменил завещание в пользу кузена Жоффруа де Лузиньяна (ум. 1305), сеньора де Жарнак и де Шато-Ларшер. В августе 1302 сделал приписку в завещании: в случае, если бы Жоффруа не смог ему наследовать, владения должны были перейти к племяннику Рено де Понсу, а затем к Эмару де Валансу. 
В 1301 занял у Филиппа IV Красивого значительную сумму под залог своих графств. Так как Гуго умер, не расплатившись, король Франции получил возможность претендовать на графства. Уничтожение завещания графа также затруднило вопрос о наследовании, и в результате владения Лузиньянов перешли к ближайшему родственнику — Ги I. 
В 1302 участвовал в ассамблее знати, собранной Филиппом IV для обсуждения конфликта с папой Бонифацием VIII, и был среди подписавших 2 апреля 1302 знаменитое письмо к понтифику, отвергавшее его примат над светской властью Французского королевства. 
Возможно, по распоряжению Гуго был составлен сборник актов графов Ла Марша и Ангулема, важный источник по истории Пуату XIII века.